# Shapingba
Shapingba (en chino simplificado, 沙坪坝区; pinyin, Shāpíngbà qū) es un distrito urbano bajo la administración del municipio de Chongqing, en el centro de la República Popular China. Se ubica en las riveras del río Yangtsé. Su área es de 395 km² y su población total para 2016 fue más de 1 millón de habitantes.

## Administración
El distrito de Shapingba se divide en 26 pueblos que se administran en 20 subdistritos y 6 poblados.

## Historia
Antes de que Shapingbá se convirtiera en distrito de Chongqing, este hacia parte de Baxian, hoy distrito Banan. Al principio de los años de 1930 pertenecía al primer distrito Baxian, el cual estaba localizado en Ciqikou , hoy en esta ciudad-distrito. Durante la segunda guerra sino-japonesa  el gobierno se había cambiado a Chongqing, un gran número de escuelas, fábricas e instituciones médicas se acentuaron en Shapingbá.

## Transporte
La ciudad cuenta con varias flotas de buses que la conectan entre sí y con el resto de las ciudades vecinas. Las autopistas de Chengdu-Chongqing, Chongqing-Changshou y Shangqiao-Jieshi pasan por aquí. También cuenta con línea de tren y su propio aeropuerto llamado Aeropuerto Internacional de Chongqing Jiangbei a solo 1 1/2 de distancia.

## Economía
La industria de Shapingba se compone principalmente a la fabricación de motocicletas y de automóviles, equipos eléctricos, industria química y biológica.Las empresas de propiedad estatal incluyen al Grupo Jialing.
Otra que tiene peso es el turismo.

## Educación
- Universidad de Estudios Internacionales de Sichuan